# Portuguesa (stát)
Portuguesa je jeden ze 23 spolkových států Venezuely. Má rozlohu 15 200 km² a žije v něm 876 496 obyvatel. Hlavním městem státu je Guanare. Nachází se v severovýchodní části země a typický je pro svou zemědělskou produkci, jakož i širokou škálu zemědělských plodin, které se zde pěstují. Z hlediska rozlohy jde ve Venezuele o středně velký stát (12. největší z 23).  
Na severu sousedí se státem Lara, na východě se státem Cojedes, na západě se státem Trujillo a na jihu se státem Barinas. Svůj název nese po  stejnojmenné řece. 